# Puente Colombo Salles

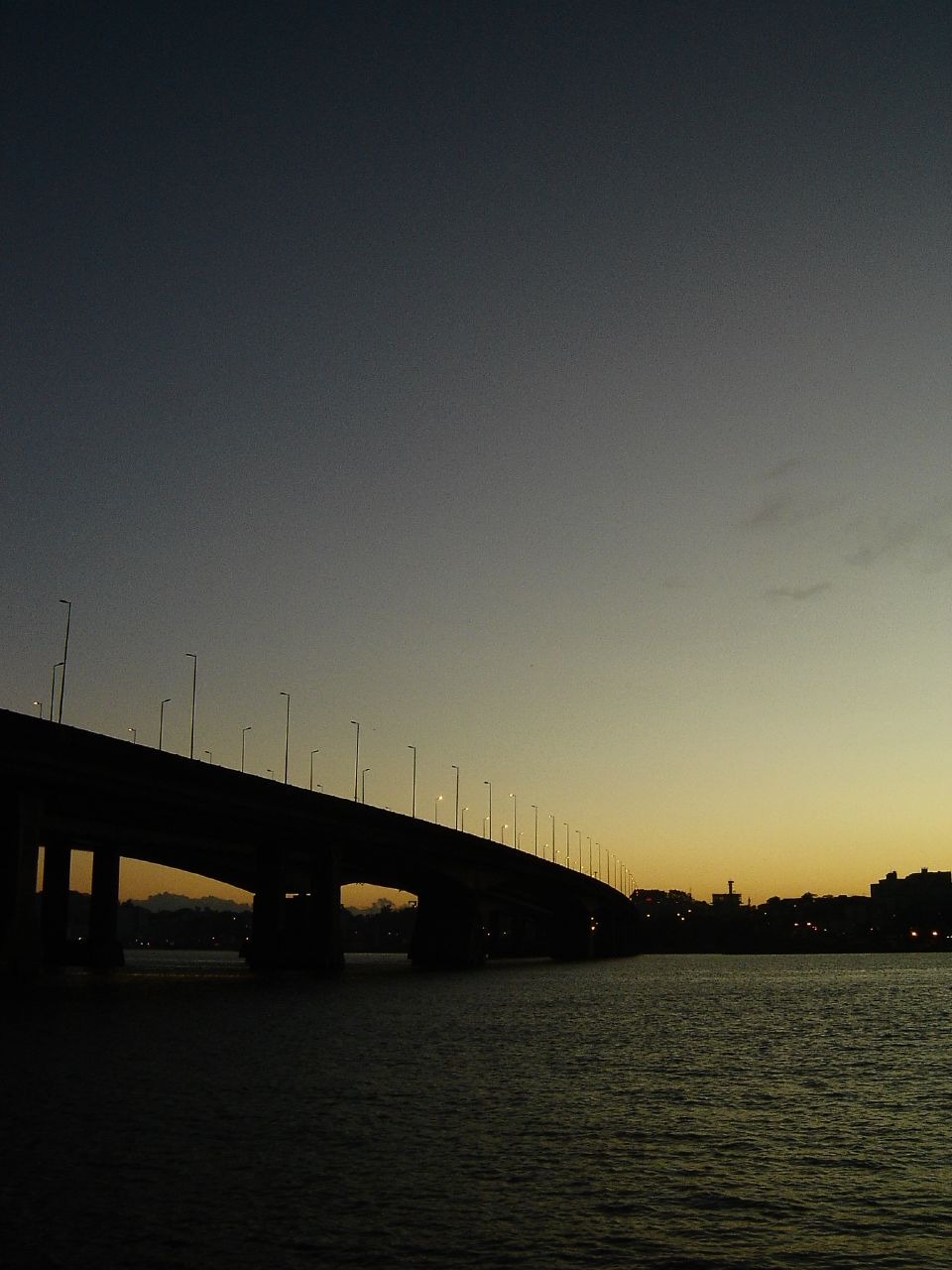
Vista del puente

El puente Colombo Salles (en portugués Ponte Colombo Salles) es un puente ubicado en la ciudad brasileña de Florianópolis, capital del Estado de Santa Catarina. Es uno de los tres puentes del complejo que conecta las dos partes de Florianópolis —la isla de Santa Catarina y la parte continental— y el segundo en ser construido. 
Fue inaugurado en 1975 y posee 1.227 metros de extensión. Es un puente con estructura de concreto, pero con un diseño igual al de su sucesor de hierro, el puente Pedro Ivo Campos. Su nombre homenajea al entonces gobernador, el ingeniero Colombo Machado Salles, por decisión de la Asamblea Legislativa de Santa Catarina. 